# Odnorih, Bila Țerkva
Odnorih (în ucraineană Одноріг) este un sat în comuna Popravka din raionul Bila Țerkva, regiunea Kiev, Ucraina.

## Demografie
Componența lingvistică a localității Odnorih
     Ucraineană (98,86%)
     Rusă (1,14%)
Conform recensământului din 2001, majoritatea populației localității Odnorih era vorbitoare de ucraineană (98,86%), existând în minoritate și vorbitori de rusă (1,14%).